# Яровой, Юрий Евгеньевич
Ю́рий Евге́ньевич Ярово́й (настоящая фамилия — Кособрюхов; 11 апреля 1932, станция Лазо Приморского края — 7 августа 1980, Дагестан) — русский советский писатель, журналист.

## Биография
Родился в семье железнодорожника. Уже в школьные годы, окончив вечернее отделение курсов младших геологов, в летние каникулы работал коллектором Мугоджарской геологической экспедиции.
В 1956 году окончил Ленинградский политехнический институт имени М. И. Калинина. 
Работал на заводах города Свердловска, затем перешёл на комсомольскую работу (был освобождённым секретарем заводского комитета ВЛКСМ) и далее — в журналистику: работал заведующим отделом газеты «На смену!», ответственным секретарём газеты «Молодёжь Алтая», спецкором Свердловского комитета по телевидению и радиовещанию, заведующим отделом журнала «Уральский следопыт».
C 1959 года — член КПСС.
Увлекался туризмом, участвовал в горных и водных походах по Уралу и Алтаю. В 1959 году был участником одной из поисковых групп, созданных в связи с гибелью группы Дятлова.
Вместе со Станиславом Мешавкиным и Виталием Бугровым был одним из вдохновителей Всероссийского фестиваля фантастики «Аэлита». Приз «Аэлита» изготовлен по эскизу Ю. Ярового.
Член Союза писателей СССР с 1979 года, был членом правления Свердловской областной писательской организации.
Погиб в автомобильной катастрофе в Дагестане, вместе с женой — преподавателем факультета журналистики Уральского университета Светланой Леонидовной. Сын Никита при катастрофе получил тяжёлую черепно-мозговую травму.
Похоронен с супругой в дагестанской станице Кочубей.

## Творчество
Печатался с 1959 года: в газете «На смену!» была опубликована первая повесть «Вниз по Волге-реке».
Первая книга — «Высшей категории трудности» — вышла в свет в 1966 году в Свердловске, посвящена истории гибели группы Дятлова.
Первая научно-фантастическая публикация — рассказ «Хрустальный дом» — в 1978 году в ежегоднике «Фантастика».
Юрием Яровым написаны романы, повести, рассказы, документальные очерки, фантастические произведения.

### Фильмография
- 1986 — Размах крыльев (Одесская киностудия) — сценарий (по повести «Особый случай»)

### Фантастические произведения[3]
- Яровой Ю. Е. Запах снега: Повесть. — Пермь: Кн. изд-во, 1973. — 246 с. — 15 000 экз.
- Яровой Ю. Е. Запах снега: Роман. [Напечатано с сокр.] // Урал. — 1973. — № 6. — С. 3—56.; . — № 7. — С. 24—77.
- Яровой Ю. Е. Хрустальный дом: [Рассказ] // Фантастика-78. — М.: Молодая гвардия, 1978. — С. 181—199.
- Яровой Ю. Е. Запах снега: Рассказ // Зимой по Уралу: Рассказы и очерки туристов. — Свердловск, 1965. — С. 134—150.
- Яровой Ю. Е. Зелёная кровь: Повесть // Поиск-80. — Свердловск: Сред.-Урал. кн. изд-во, 1980. — С. 114—267.
- Яровой Ю. Е. Подарить вам город?: [Рассказ] // Фантастика-79. — М.: Молодая гвардия, 1979. — С. 222—241.
- Яровой Ю. Е. Страстью твоей...: Научно-фантастическая повесть [Др. назв.: «Четвёртое состояние»] // Урал. — 1980. — № 9. — С. 8—63.; . — № 10. — С. 59—90.
- Яровой Ю. Е. Страстью твоей : Науч.-фантаст. повести / [Послесл. С. Мешавкина].. — Свердловск: Сред.-Урал. кн. изд-во, 1982. — 287 с. — (Содерж.: Зелёная кровь; Четвёртое состояние). — 15 000 экз.

### Научно-популярные и научно-художественные произведения
- Яровой Ю. Е. Без гнева и пристрастия : Повести. — Свердловск: Сред.-Урал. кн. изд-во, 1978. — 431 с. — (Содерж.: Предварительное следствие; Предание суду; Постановление приговора). — 15 000 экз.
- Яровой Ю. Е. Без гнева и пристрастия: Повесть // Урал. — 1976. — № 1. — С. 149—186; № 2. — С. 150—186.
- Яровой Ю. Е. Варькина яма: Рассказ // Уральский следопыт. — 1967. — № 3. — С. 16—28. ||  // Следопыт. — Свердловск, 1968. — С. 186—204.
- Яровой Ю. Е. Вертолётчики: Рассказ // Урал. — 1965. — № 10. — С. 83—85.
- Яровой Ю. Е. Высшей категории трудности: Повесть. — Свердловск: Сред.-Урал. кн. изд-во, 1966. — 172 с. — (Уральская б-ка «Путешествия, приключения, фантастика»). — 15 000 экз. || . — Свердловск: Сред.-Урал. кн. изд-во, 1967. — 168 с. — (Уральская б-ка «Путешествия, приключения, фантастика»). — 60 000 экз. || . — Пермь: Кн. изд-во, 1970. — 218 с. — (Библиотека путешествий и приключений; Вып. 36). — 15 000 экз.
- Яровой Ю. Е. Дом на Собачьих Рёбрах: Рассказ // Зовут дороги дальние: Рассказы уральских туристов. — Свердловск, 1961. — С. 79—84.
- Яровой Ю. Е. Дорожное происшествие: Повесть // Урал. — 1977. — № 7. — С. 161—182; № 8. — С. 164—188; № 9. — С. 170—186.
- Яровой Ю. Е. Меж крутых бережков: Рассказ // Зовут дороги дальние: Рассказы уральских туристов. — Свердловск, 1961. — С. 299—347.
- Яровой Ю. Е. Олений камень: Рассказы // Зимой по Уралу: Рассказы и очерки туристов. — Свердловск, 1965. — С. 151—168.
- Яровой Ю. Е. Особый случай: Повесть // Уральский следопыт. — 1974. — № 3. — С. 17—36; № 4. — С. 30—46. ||  // Тропы «Уральского следопыта». — М., 1978. — С. 5—102. ||  // Подвиг. — М., 1980. — С. 233—308.
- Яровой Ю. Е. Репортажи из УНЦ. — Свердловск: Сред.-Урал. кн. изд-во, 1974. — 251 с. — (В лаб. уральск. учёных). — 3500 экз.
- Яровой Ю. Е. Сердце Панкратова: Рассказ // Урал. — 1965. — № 7. — С. 101—112.
- Яровой Ю. Е. Тагильский металл : [О Нижнетагил. металлург. комб.]. — Свердловск: Сред.-Урал. кн. изд-во, 1979. — 272 с. — 8000 экз.
- Яровой Ю. Е. Цветные глаза Земли. — Челябинск: Юж.-Урал. кн. изд-во, 1984. — 238 с. — 10 000 экз.

Библиографическое описание публицистических произведений Ю. Е. Ярового, а также публикаций о его творчестве см. Ян Разливинский. Яровой Юрий Евгеньевич (11 апреля 1932 – 7 августа 1980) (2008). Дата обращения: 9 февраля 2012. Архивировано 21 февраля 2011 года.

## Память
На могиле Юрия и Светланы Яровых в дагестанской станице Кочубей установлен памятник, изготовленный и доставленный с Урала на средства друзей семьи.